# Alpur
Alpur è una suddivisione dell'India, classificata come census town, di 5.644 abitanti, situata nel distretto di Howrah, nello stato federato del Bengala Occidentale. In base al numero di abitanti la città rientra nella classe V (da 5.000 a 9.999 persone).

## Geografia fisica
La città è situata a 22° 17' 45 N e 88° 04' 18 E.

## Società

### Evoluzione demografica
Al censimento del 2001 la popolazione di Alpur assommava a 5.644 persone, delle quali 2.835 maschi e 2.809 femmine. I bambini di età inferiore o uguale ai sei anni assommavano a 898, dei quali 453 maschi e 445 femmine. Infine, coloro che erano in grado di saper almeno leggere e scrivere erano 3.416, dei quali 1.889 maschi e 1.527 femmine.